# (8185) 1992 WR2
1992 دابليو أر 2 (ويعرف أيضًا باسم (8185) 1992 دابليو أر 2 وفق تسمية الكوكب الصغير) (بالإنجليزية: 1992 WR2)‏ هو كويكب ضمن حزام الكويكبات؛ وترتيبه 8185 من حيث الاكتشاف.
اكتُشف هذا الجُرم الفلكي بواسطة هيروشي كانيدا في 18 نوفمبر 1992.

## وصلات خارجية
- (8185) 1992 WR2 في قاعدة بيانات مختبر الدفع النفاث لأجرام النظام الشمسي الصغيرة

- الاكتشاف · مخطط المدار ·  العناصر المدارية · المعلمات المادية

- (8185) 1992 WR2 على موقع ويكي سكاي: DSS2, SDSS, GALEX, IRAS, Hydrogen α, X-Ray, Astrophoto, Sky Map, Articles and images